# Thập niên 2050
Thập niên 2050 hay thập kỷ 2050 chỉ đến những năm từ 2050 đến 2059, kể cả hai năm đó. Không chính thức, nó cũng có thể bao gồm vài năm vào cuối thập niên 2040 hay vào đầu thập niên 2060. Đây là thập kỷ thứ sáu của thế kỷ 21!